# Carlo De Benedetti

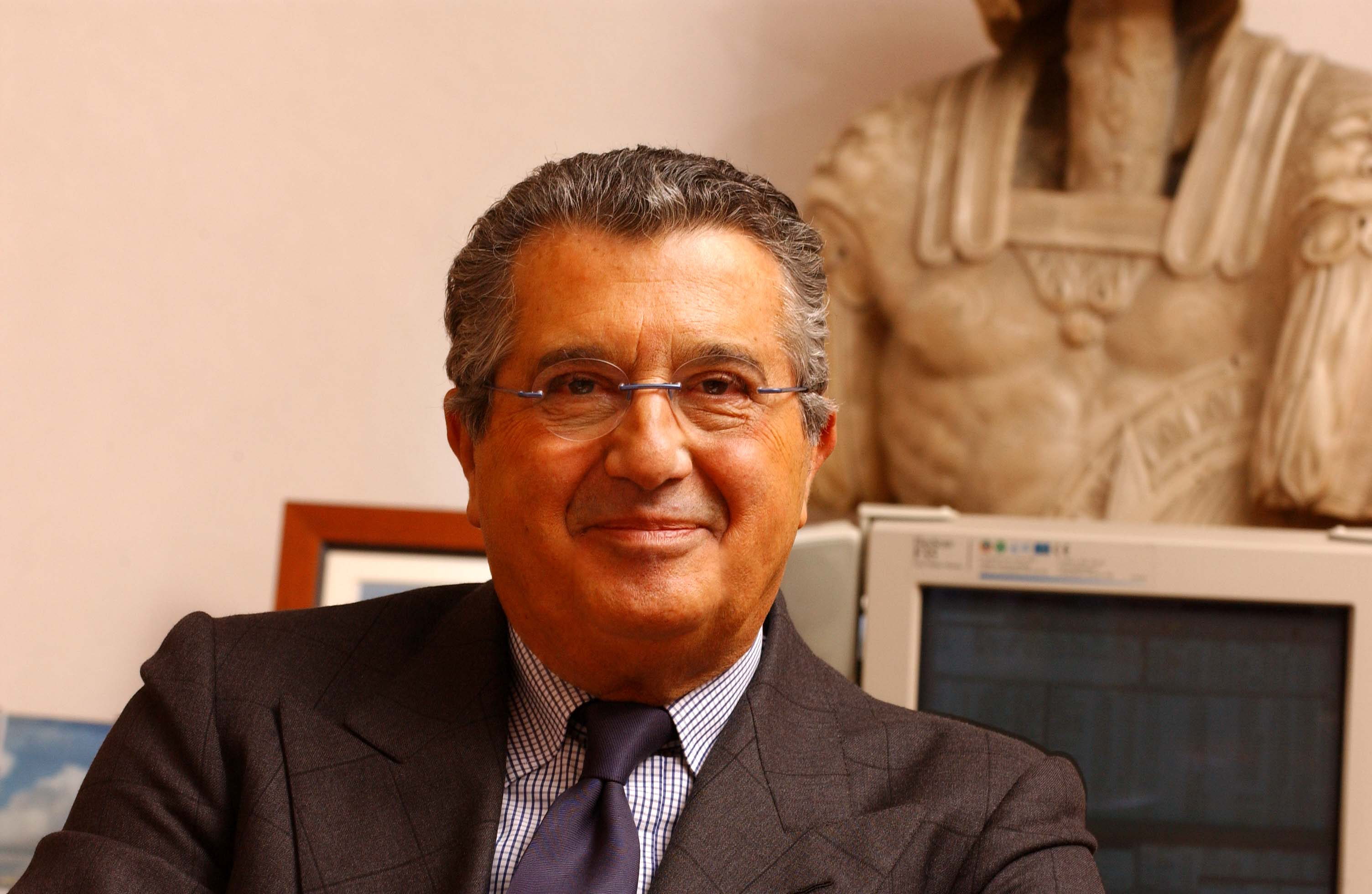
Carlo De Benedetti

Carlo De Benedetti, född 14 november 1934 i Turin, är en italiensk affärsman och företagsledare.
Carlo De Benedetti utbildade sig vid Turins polytekniska högskola och tog examen 1958 i elektroteknik. Hans karriär började 1959 i familjens företag Compagnia Italiana Tubi Metallici Flessibili som han senare gjorde om till Gilardini. Carlo De Benedetti var vd för Fiat under en kort period 1976. 
De Benedetti gick in i CIR (Compagnie Industriali Riunite) 1976 och bolaget styrs från COFIDE-Compagnia Finanziaria De Benedetti. Carlo De Benedetti köpte in sig i Olivetti 1978 och tog över ledningen av företaget. Han var vice styrelseordförande och VD 1978-1983 och 1983-1996 var han styrelseordförande och VD. 1996-1999 var han hedersordförande.
De Benedetti invaldes 1987 som utländsk ledamot av svenska Ingenjörsvetenskapsakademien.